# Neagathia
Neagathia là một chi bướm đêm thuộc họ Geometridae.